# Artur Tudor

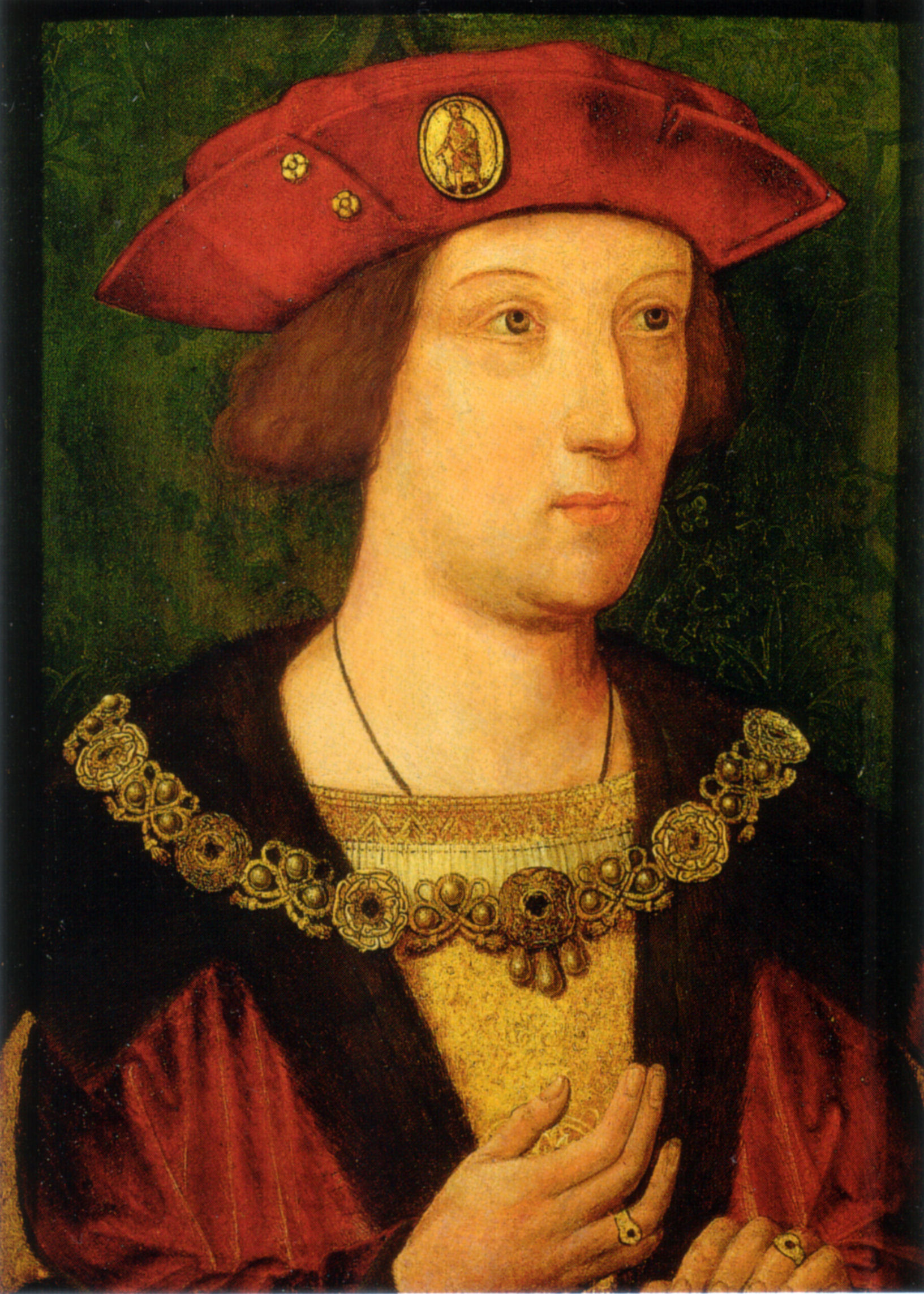

Artur, princ z Walesu (19. / 20. září 1486 Winchester – 2. duben 1502 hrad Ludlow), byl nejstarším synem anglického krále Jindřicha VII. a Alžběty z Yorku a starším bratrem budoucího krále Jindřicha VIII. Od narození byl vévodou z Cornwallu a v roce 1489 byl jmenován princem z Walesu a hrabětem z Chesteru. Jako dědic trůnu byl Artur současníky vnímán jako velká naděje nově založené tudorovské dynastie. Jeho matka byla dcerou yorkistického krále Eduarda IV. a jeho narození upevnilo spojení mezi rody Lancasterů a Yorků.
Plány na Arturův sňatek vznikly ještě před jeho třetími narozeninami. Ve věku jedenácti let byl formálně zasnouben s Kateřinou Aragonskou, dcerou mocných katolických panovníků Španělska, s cílem vytvořit anglo-španělské spojenectví proti Francii a Skotsku. Artur měl dobré vzdělání a po většinu svého života se těšil dobrému zdraví. Krátce po svatbě s Kateřinou v roce 1501 se pár usadil na hradě Ludlow v hrabství Shropshire, kde Artur o šest měsíců později zemřel, pravděpodobně na potivou horečku, kterou Kateřina přežila. Kateřina později důrazně prohlašovala, že manželství nebylo naplněno.
Rok po Arturově smrti obnovil Jindřich VII. úsilí o zajištění manželského spojenectví se Španělskem tím, že dohodl sňatek Kateřiny s Arturovým mladším bratrem Jindřichem, který v roce 1509 usedl na trůn jako král Jindřich VIII. Otázka, zda bylo Arturovo manželství s Kateřinou naplněno, byla o mnoho let později – a v naprosto odlišném politickém kontextu – využita Jindřichem VIII. a jeho dvorem. Tato strategie měla za cíl zpochybnit platnost sňatku Kateřiny s Jindřichem VIII., což nakonec vedlo k rozkolu mezi anglikánskou a římskokatolickou církví.

## Dětství
Artur se narodil v období, kdy se jeho otec, Jindřich VII. Tudor, snažil o posílení svého postavení na anglickém trůně. Dostal jméno podle legendárního krále Artuše (v originále Arthur), rytíře kulatého stolu. Byl pokřtěn ve Winchesterské katedrále. Za kmotry mu šli Thomas Stanley, první hrabě z Derby a John de Vere, třináctý hrabě z Oxfordu. Kmotrou mu byla také Alžběta Woodvillová, babička z matčiny strany, která ho při obřadu držela v náručí. Při křtinách mu byl udělen Řád lázně (Order of the Bath).
Francis Bacon malého Artura popisuje slovy: „Narozen v osmém měsíci, jak lékaři předem odhadli, přesto silný a schopný.“
Někteří historici se však domnívají, že měl po celý život slabé zdraví a to vedlo i k jeho předčasné smrti.
Opírají se přitom především na svědectví družiny Kateřiny Aragonské a vlastní slova Jindřicha VII-o tom že jeho syn se možná nedožije svatby s Kateřinou.
Je ale velice pravděpodobné že slova Arthurova otce byla spíše než aby vypovídala o špatném zdravotním stavu svého syna, byla stížnost na stranu Španělské strany, protože jim trvalo déle než rok než Kateřinu poslali do Anglie po smluveném termínu.
Svědectví Kateřininy družiny roky po Arthurově smrti jsou navíc přehnané a minimálně jedna část je nepravdivá. Popisují totiž Arthura jako o hlavu menší než Kateřina, což je ale v rozporu se svědectvími za Arthurova života, jež říkají, že Arthur byl neobvykle vysoký na svůj věk a že Kateřina byla menší postavy.
Jeho jediný dochovaný autentický portrét ho zobrazuje jako štíhlého mladíka. Na obraze působí úplně jinak než jeho atletický mladší bratr Jindřich, který zdědil urostlou postavu po svém dědovi Edwardovi IV, zatímco Arthur měl vysokou ale štíhlou postavu z otcovy strany. Neexistují žádné historické záznamy, které by hovořily o Arturově přístupu ke sportu, ale mohl mít rád lukostřelbu. Na portrétu má typické tudorovské zrzavé vlasy, malé oči a vysoko posazený nos. Artur se výrazně podobal otci a bratrovi.

### Zásnuby a spojenectví
Arturův otec Jindřich VII. se snažil posilnit království spojenectvím se sjednoceným Španělskem, přičemž mu šlo hlavně o podporu katolických panovníků Isabely I. Kastilské a Ferdinanda II. Aragonského, aby se vyhnul francouzskému vlivu a možným bojům. Když byly Arturovi dva roky, bylo dohodnuto manželství se španělskou princeznou Kateřinou Aragonskou jako součást dohody z Medina del Campo. Plavovlasá Kateřina byla nejmladší dcerou Isabely a Ferdinanda, kteří se v žádném případě neunáhlili s vdavkami své dcery a i když už byla smlouva dohodnuta, byli nakloněni i jiným možnostem. Ferdinand byl ochoten porušit smlouvu, kdyby existovali i jiní uchazeči o anglický trůn. Proto byl roku 1499 Eduard Plantagenet, sedmnáctý hrabě z Warwicku, sťat a další ucházeč o trůn, Perkin Warbeck, který byl podle některých současníků nemanželským synem Eduarda IV., byl oběšen.

### Tituly a vzdělání
Ve věku tří let byly Arturovi uděleny tituly princ z Walesu a hrabě z Chesteru a o dva roky později mu byl udělen Podvazkový řád. Artur jako následník trůnu dostal vynikající vzdělání. Jeho nejvýznamnějšími vychovateli a učiteli byli John Rede a slepý básník Bernard André. Dalším učitelem, který dohlížel na jeho vzdělání mezi čtrnáctým a patnáctým rokem života, byl Thomas Linacre.
Bernard André napsal nedokončený životopis Jindřicha VII., v němž zmiňuje, že Artur byl obeznámen se těmi nejlepšími autory píšícimi latinsky a řecky. Princovým správcem a pokladníkem byl sir Henry Vernon. Právě s ním často Artur pobýval v jeho rezidenci Haddon Hall v Derbyshire. V tomto sídle byl zvláštní apartmán nazvaný „Princova komnata“ (The Prince's Chamber), jehož dveře byly zdobeny Arturovým erbem.

## Manželství

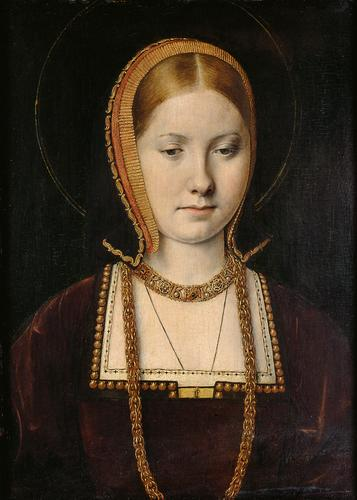
Kateřina Aragonská

Během dvou let napsal Artur několik dopisů své nastávající nevěstě a Kateřina Aragonská mu na ně formálně odpověděla. I když byli zasnoubeni, před svatbou se nikdy nesetkali a listy, spíše zdvořilé než vášnivé, psali podle pokynů svých učitelů.
Snoubenci byli 19. května 1499 oddáni v zastoupení, způsobem, který byl v té době běžný – každý měl svatbu ve své rodné zemi, přičemž toho druhého zastoupil někdo jiný. Následně Kateřinu poslali rodiče do Anglie. Vydala se se svou družinou na cestu, až když bylo Arturovi patnáct let. Španělská infantka přijela do Anglie 4. listopadu 1501 a pár se setkal v Dogsmersfieldu v Hampshire. Není známo, jaké byly jejich první pocity, ale Artur napsal Kateřininým rodičům, že bude „věrný a milující manžel“ a svým rodičům řekl, že byl nesmírně šťasten, „když spatřil tvář své milé nevěsty“.
O deset dní později, 14. listopadu 1501, byli oddáni v katedrále svatého Pavla v Londýně.

## Smrt
Po měsíčním pobytu v Tickenhill Manor se Artur a Kateřina vydali na hrad Ludlow na velšských hranicích, kde Artur pobýval vzhledem ke svému postavení prince z Walesu a předsedy Rady Walesu a Velšských marek (The Council of Wales and Marches). O několik měsíců později Artura i Kateřinu postihlo vysoce nakažlivé horečnaté onemocnění virového původu, známé jako „potivá horečka“ (sweating sickness nebo English sweate; latinsky sudor anglicus), kterému během několika epidemií podlehlo několik tisíc lidí. V současnosti je toto onemocnění považováno za hemoragickou horečku s renálním syndromem. Artur nemoci podlehl a zemřel 2. dubna 1502 ve věku 15 let. Někteří historici se však domnívají, že zemřel na tuberkulózu, mor, případně cukrovku, uvažuje se i o genetické chorobě. Žádné z těchto onemocnění se ale neprokázalo a potivá nemoc zůstává nejpravděpodobnější příjčinou jeho smrti.
Kateřina také málem zemřela, ale nakonec se jí podařilo uzdravit se. Arturův bratr Jindřich, vévoda z Yorku, nebyl povýšen na prince z Walesu, dokud nebylo jisté, že Kateřina nečeká Arturovo dítě, které by tento titul zdědilo. Kateřina později tvrdila, že jejich manželství nikdy nebylo naplněno.
Jindřich se po Arturově smrti stal následníkem trůnu, na nějž po otcově smrti nastoupil roku 1509. Na to však nebyl dostatečně připravený (předpokládalo se, že se dá na církevní dráhu a eventuálně se stane arcibiskupem canterburským), což se projevilo v prvních letech panování velkým vlivem starších státníků, jakým byl například kardinál Thomas Wolsey. Kateřina se osm let po Arturově smrti provdala za Jindřicha, který byl o šest let mladší.

### Pohřeb
Artur byl pochován v katedrále ve Worcesteru, kde dodnes stojí „oltář prince Artura“. Oficiálním truchlícím byl sir Griffith Ryce, člen Arturova služebnictva, jehož hrob se nachází blízko Arturova. Arturův otec, král Jindřich VII., se pohřbu nezúčastnil. Důvody jeho nepřítomnosti nejsou známy, ale říká se, že král byl příliš smutný, aby se ukázal na veřejnosti. Pohřbu se nezúčastnila ani princova matka Alžběta, ani manželka Kateřina.

## V populární kultuře
Artur byl zobrazen v několika historických románech, jako například The King's Pleasure od Norah Loftsové, Tři královny - Boj o tudorovský trůn od Philippy Gregoryové a Panenská vdova od Jean Plaidy. V románu Královský slib od Philippy Gregoryové Kateřina slibuje Arturovi, že si vezme jeho bratra, a tím splní nejen svůj vlastní osud stát se anglickou královnou, ale také plány páru na budoucnost království. Přeměna od Kingsleyho Amise je alternativní historický román zaměřený na „válku o anglické následnictví“, během níž se Jindřich VIII. pokouší uzurpovat trůn svého synovce, Štěpána II., syna Artura a Kateřiny.
Historické drama Šest žen Jindřicha VIII. bylo vysíláno v roce 1970, přičemž roli „prince Artura“ ztvárnil Martin Ratcliffe. V roce 1972 vysílala BBC2 historickou minisérii s názvem The Shadow of the Tower, kde postavu „lorda Artura, prince z Walesu“ hrál Jason Kemp. V roce 2019 byl Artur ztvárněn Angusem Imriem v dobovém dramatu Španělská princezna.

## Vývod z předků
|             |                              |  |                      |                                           |  |  |  |  |  |  |  | Maredudd ap Tudur |
|             |                              |  |                      |                                           |  |  |  |  |  |  |  |                   |
|             | Owen Tudor                   |  |                      |                                           |  |  |  |  |  |  |  |                   |
|             |                              |  |                      |                                           |  |  |  |  |  |  |  |                   |
|             |                              |  |                      | Margaret Fychan                           |  |  |  |  |  |  |  |                   |
|             |                              |  |                      |                                           |  |  |  |  |  |  |  |                   |
|             | Edmund Tudor                 |  |                      |                                           |  |  |  |  |  |  |  |                   |
|             |                              |  |                      |                                           |  |  |  |  |  |  |  |                   |
|             |                              |  |                      | Karel VI. Francouzský                     |  |  |  |  |  |  |  |                   |
|             |                              |  |                      |                                           |  |  |  |  |  |  |  |                   |
|             | Kateřina z Valois            |  |                      |                                           |  |  |  |  |  |  |  |                   |
|             |                              |  |                      |                                           |  |  |  |  |  |  |  |                   |
|             |                              |  |                      | Isabela Bavorská                          |  |  |  |  |  |  |  |                   |
|             |                              |  |                      |                                           |  |  |  |  |  |  |  |                   |
|             | Jindřich VII. Tudor          |  |                      |                                           |  |  |  |  |  |  |  |                   |
|             |                              |  |                      |                                           |  |  |  |  |  |  |  |                   |
|             |                              |  |                      | Jan Beaufort                              |  |  |  |  |  |  |  |                   |
|             |                              |  |                      |                                           |  |  |  |  |  |  |  |                   |
|             | John Beaufort                |  |                      |                                           |  |  |  |  |  |  |  |                   |
|             |                              |  |                      |                                           |  |  |  |  |  |  |  |                   |
|             |                              |  |                      | Margaret Beaufort                         |  |  |  |  |  |  |  |                   |
|             |                              |  |                      |                                           |  |  |  |  |  |  |  |                   |
|             | Markéta Beaufortová          |  |                      |                                           |  |  |  |  |  |  |  |                   |
|             |                              |  |                      |                                           |  |  |  |  |  |  |  |                   |
|             |                              |  |                      | John Beauchamp                            |  |  |  |  |  |  |  |                   |
|             |                              |  |                      |                                           |  |  |  |  |  |  |  |                   |
|             | Margaret Beauchamp of Bletso |  |                      |                                           |  |  |  |  |  |  |  |                   |
|             |                              |  |                      |                                           |  |  |  |  |  |  |  |                   |
|             |                              |  |                      | Edith Stourton                            |  |  |  |  |  |  |  |                   |
|             |                              |  |                      |                                           |  |  |  |  |  |  |  |                   |
| Artur Tudor |                              |  |                      |                                           |  |  |  |  |  |  |  |                   |
|             |                              |  |                      |                                           |  |  |  |  |  |  |  |                   |
|             |                              |  | Richard z Konisburgu |                                           |  |  |  |  |  |  |  |                   |
|             |                              |  |                      |                                           |  |  |  |  |  |  |  |                   |
|             | Richard Plantagenet          |  |                      |                                           |  |  |  |  |  |  |  |                   |
|             |                              |  |                      |                                           |  |  |  |  |  |  |  |                   |
|             |                              |  |                      | Anna Mortimerová                          |  |  |  |  |  |  |  |                   |
|             |                              |  |                      |                                           |  |  |  |  |  |  |  |                   |
|             | Eduard IV.                   |  |                      |                                           |  |  |  |  |  |  |  |                   |
|             |                              |  |                      |                                           |  |  |  |  |  |  |  |                   |
|             |                              |  |                      | Ralph de Neville, 1st Earl of Westmorland |  |  |  |  |  |  |  |                   |
|             |                              |  |                      |                                           |  |  |  |  |  |  |  |                   |
|             | Cecílie Nevillová            |  |                      |                                           |  |  |  |  |  |  |  |                   |
|             |                              |  |                      |                                           |  |  |  |  |  |  |  |                   |
|             |                              |  |                      | Joan Beaufort                             |  |  |  |  |  |  |  |                   |
|             |                              |  |                      |                                           |  |  |  |  |  |  |  |                   |
|             | Alžběta z Yorku              |  |                      |                                           |  |  |  |  |  |  |  |                   |
|             |                              |  |                      |                                           |  |  |  |  |  |  |  |                   |
|             |                              |  |                      | Richard Wydeville                         |  |  |  |  |  |  |  |                   |
|             |                              |  |                      |                                           |  |  |  |  |  |  |  |                   |
|             | Richard Woodville            |  |                      |                                           |  |  |  |  |  |  |  |                   |
|             |                              |  |                      |                                           |  |  |  |  |  |  |  |                   |
|             |                              |  |                      | Joan Bedlisgate                           |  |  |  |  |  |  |  |                   |
|             |                              |  |                      |                                           |  |  |  |  |  |  |  |                   |
|             | Alžběta Woodvilleová         |  |                      |                                           |  |  |  |  |  |  |  |                   |
|             |                              |  |                      |                                           |  |  |  |  |  |  |  |                   |
|             |                              |  |                      | Petr I. Lucemburský                       |  |  |  |  |  |  |  |                   |
|             |                              |  |                      |                                           |  |  |  |  |  |  |  |                   |
|             | Jacquetta Lucemburská        |  |                      |                                           |  |  |  |  |  |  |  |                   |
|             |                              |  |                      |                                           |  |  |  |  |  |  |  |                   |
|             |                              |  |                      | Markéta z Baux                            |  |  |  |  |  |  |  |                   |
|             |                              |  |                      |                                           |  |  |  |  |  |  |  |                   |